# Viola tricolor
El pensamiento salvaje  (Viola tricolor) es una especie salvaje común de Europa, que crece como anual o de corta vida perenne.  Fue introducida en Norteamérica, donde se expandió mucho, conocida como Johnny Jump up (Johnny saltarín) (aunque este nombre se aplica a especies similares como Viola pedunculata).  Es el progenitor del cultivado pensamiento Viola tricolor hortensis; antes de que el pensamiento se desarrollase, "pensamiento" era un apelativo alternativo de la forma salvaje.

## Descripción
Es una pequeña planta de hábito trepador que alcanza al menos 15 cm de altura, con  flores de 15 mm de diámetro. Crece en pastizales bajos, en suelos ácidos o neutrales. Acepta media sombra.  Florece borealmente de abril a septiembre. Las flores pueden ser púrpuras, azules, amarillas o blancas. Es hermafrodita y autofértil y es polinizada por abejas.

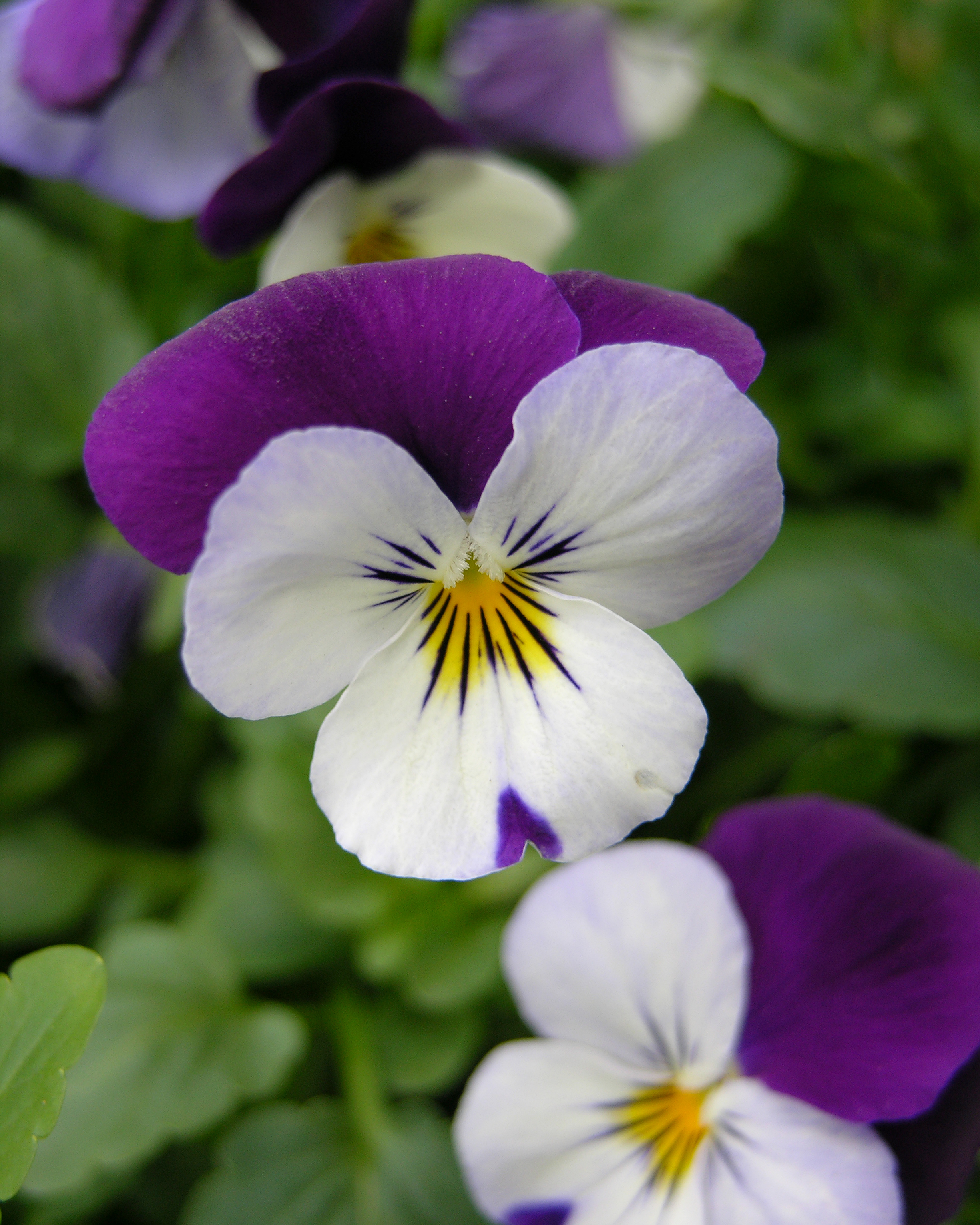
Ejemplo de flor.

## Taxonomía
Linneo describió la Viola tricolor y se publicó en Species Plantarum 2: 935–936, en el año 1753. (1 de mayo de 1753)
Variedades aceptadas
- Viola tricolor f. tenella (Muhl.) Farw.

Sinonimia
| - Jacea tricolor (L.) Opiz - Mnemion agreste Fourr. - Mnemion alpestre Fourr. - Mnemion contemptum Fourr. - Mnemion elegans Spach - Mnemion gracilescens Fourr. - Mnemion nemausense Fourr. | - Mnemion sagotii Fourr. - Mnemion segetale Fourr. - Mnemion sudeticum Fourr. - Mnemion tenellum Webb - Mnemion tricolor Spach - Mnemion variatum Fourr. - Viola tricolor var. hortensis DC |

## Nombres comunes
- Flor de la Trinidad, pensamientos, pensies, suegra de Sevilla, trinitaria común.[3]

## Uso medicinal
Tiene una larga historia de uso en herbalismo. Se ha recomendado, además de otros usos, en tratamientos para la epilepsia, el asma, las enfermedades de la piel y el eczema. Tiene propiedades  expectorantes, contra la bronquitis, Tos ferina o tos convulsa. También es diurético. Se usa para tratar la reumatitis y la cistitis.
Las flores sirven como tintura amarilla, verde y azul verdoso y las hojas pueden usarse para hacer un indicador químico.